# Pomponianus
Pomponianus war ein Römer, der im 1. Jahrhundert lebte. 

Er ist eine Zentralfigur im ersten Vesuvbrief des jüngeren Plinius. Beim Ausbruch des nahe gelegenen Vesuv am 24. August 79 n. Chr. verschob er seine eigene Flucht aus seiner Villa in Stabiae, als Plinius der Ältere bei ihm Zuflucht suchte. Trotz aller Bemühungen konnte er dessen Tod am nächsten Morgen nicht verhindern.
Der Pomponianus des Vesuvbriefs ist allem Anschein nach identisch mit Gaius Tullius Capito Pomponianus Plotius Firmus, dem Suffektkonsul des Jahres 84 n. Chr. Er gehörte zu den Reichen und Vornehmen, denn neben seinen politischen Ämtern besaß er eine Villa in der Prominentengegend am Golf von Neapel und er war Plinius und Tacitus gut bekannt. Die biografischen Eckdaten lassen sich nur grob schätzen: Für etwa 96 n. Chr. ist er inschriftlich als Proconsul von Africa bezeugt, aber weil Plinius d. J. seine Rolle beim Vesuvausbruch gefahrlos verfälschen konnte, muss Pomponianus schon einige Zeit vor der Abfassung des Vesuvbriefs, also vor 107 n. Chr., gestorben sein. Möglicherweise war Pomponius’ Vater Plotius Firmus, der Prätorianerpräfekt des Jahres 68 n. Chr.